# Perfect Hair Forever
A Perfect Hair Forever 2004-ben bemutatott amerikai rajzfilmsorozat, a Space Ghost Coast to Coast spin-offja. A műsor alkotói Mike Lazzo, Matt Harrigan és Matt Maiellaro, a történet pedig egy kopaszodó fiú hajkeresési problémájáról szól. Maiellaro mellett a szinkronstáb részét képezi még többek közt Kim Manning, Dave Willis, Nick Ingkatanuwat és George Lowe.
A sorozatot az Amerikai Egyesült Államokban az Adult Swim adta 2004. november 7. és 2007. április 1. között, majd 2014. április 1-jén további két részt adtak le hozzá. Magyarországon egyelőre nem került bemutatásra.

## Cselekmény
A műsor főszereplője egy Gerald Bald Z nevű srác, aki korai kopaszodással küzd. Emiatt célja, hogy megtalálja saját maga számára a tökéletes hajat, ami keresése közben számos furcsa szerzettel ismerkedik össze. Eközben a gonosz Coiffioval és szolgáival is meggyűlik a baja, aki állandóan a fiú életére tör.

## Szereplők
| Szereplő           | Szinkronhang      |
| ------------------ | ----------------- |
| Gerald Bald Z      | Kim Manning       |
| Uncle Grandfather  | Matt Maiellaro    |
| Rod: the Anime God | Matt Maiellaro    |
| Brenda             | -                 |
| Action Hotdog      | Will Armstrong    |
| Norman Douglas     | Nick Ingkatanuwat |
| Terry/Twisty       | Dave Hughes       |
| Coiffio            | Dave Willis       |
| Catman             | Dennis Moloney    |
| Young Man          | C. Martin Croker  |
| Sherman            | MF Doom           |
| Space Ghost        | George Lowe       |

## Epizódok
| Évad | Évad | Epizódok | Eredeti vetítés   | Eredeti vetítés    |
| Évad | Évad | Epizódok | Évadpremier       | Évadfinálé         |
| ---- | ---- | -------- | ----------------- | ------------------ |
|      | 1    | 6        | 2004. november 7. | 2005. december 25. |
|      | 2    | 1        | 2007. március 31. | 2007. március 31.  |
|      | 3    | 2        | 2014. április 1.  | 2014. április 1.   |